# Subsecretario del Tesoro para Mercados Financieros
El Subsecretario del Tesoro para Mercados Financieros (en inglés, Assistant Secretary of the Treasury for Financial Markets) es un alto funcionario del Departamento del Tesoro de los Estados Unidos que dirige y coordina la Oficina de Mercados Financieros, departamento de nueva creación adscrito a Fianzas Internas. El responsable actual de la subsecretaría es el economista Joshua Frost.
De acuerdo con la ley estadounidense, existen 10 Subsecretarios del Tesoro designados directamente por el Presidente de los Estados Unidos con el consejo y consentimiento del Senado de los Estados Unidos. El Subsecretario del Tesoro para Mercados Financieros se adscribe a su vez al Subsecretario del Tesoro para Finanzas Internas, quien a su vez depende del Secretario del Tesoro de los Estados Unidos y del Vicesecretario del Tesoro de los Estados Unidos.

## Subsecretarios del Tesoro para Mercados Financieros
| Nombre                            | Nombramiento             | Cese                 | Presidente                  | Secretario del Tesoro                      |
| --------------------------------- | ------------------------ | -------------------- | --------------------------- | ------------------------------------------ |
| Darcy E. Bradbury                 | 1995                     | 1997                 | Bill Clinton                |                                            |
| Gary Gensler                      | septiembre de 1997       | abril de 1999        | Bill Clinton                | Robert Rubin                               |
| Lewis A. Sachs                    | 1999                     | 2001                 | Bill Clinton                | Lawrence Summers                           |
| Brian C Roseboro                  | 2001                     | 2004                 | George W. Bush              | Paul O'Neill John W. Snow                  |
| Timoteo S. Bitsberger             | 2004                     | 2005                 | George W. Bush              | John W. Snow                               |
| Antony Ryan                       | 2006                     | 2008                 | George W. Bush              | Henry Merritt Paulson Jr.                  |
| Karthik Ramanathan (en funciones) | 25 de septiembre de 2008 | febrero de 2010      | George W. Bush Barack Obama | Henry Merritt Paulson Jr. Timothy Geithner |
| María J. Miller                   | febrero de 2010          | Agosto 2012          | Barack Obama                | Timothy Geithner                           |
| Mateo S. Rutherford               | Agosto 2012              | 30 de enero de 2015  | Barack Obama                | Timothy Geithner Jack Lew                  |
| Seth B. Carpenter (en funciones)  | 30 de enero de 2015      | 1 de febrero de 2016 | Barack Obama                | Jack Lew                                   |
| Daleep Singh (en funciones)       | 1 de febrero de 2016     | 20 de enero de 2017  | Barack Obama                | Jack Lew                                   |
| Monique Rollins (en funciones)    | 20 de enero de 2017      | 2017                 | Donald Trump                | Steven Mnuchin                             |
| Joshua Frost                      | 11 de mayo de 2022       | actual               | Joe Biden                   | Janet Yellen                               |